# Santuario di Itsukushima
Il santuario di Itsukushima (厳島神社?, Itsukushima Jinja) è un santuario shintoista che si trova sull'isola di Miyajima, nella città di Hatsukaichi (prefettura di Hiroshima), in Giappone. 
Il sito è inserito nell'elenco dei Patrimoni dell'umanità dell'UNESCO, nonché tesoro nazionale del Giappone, ed è incluso nel parco nazionale di Setonaikai.
Il santuario di Itsukushima ha circa 6000 succursali in tutto il Giappone.

## Un'isola sacra

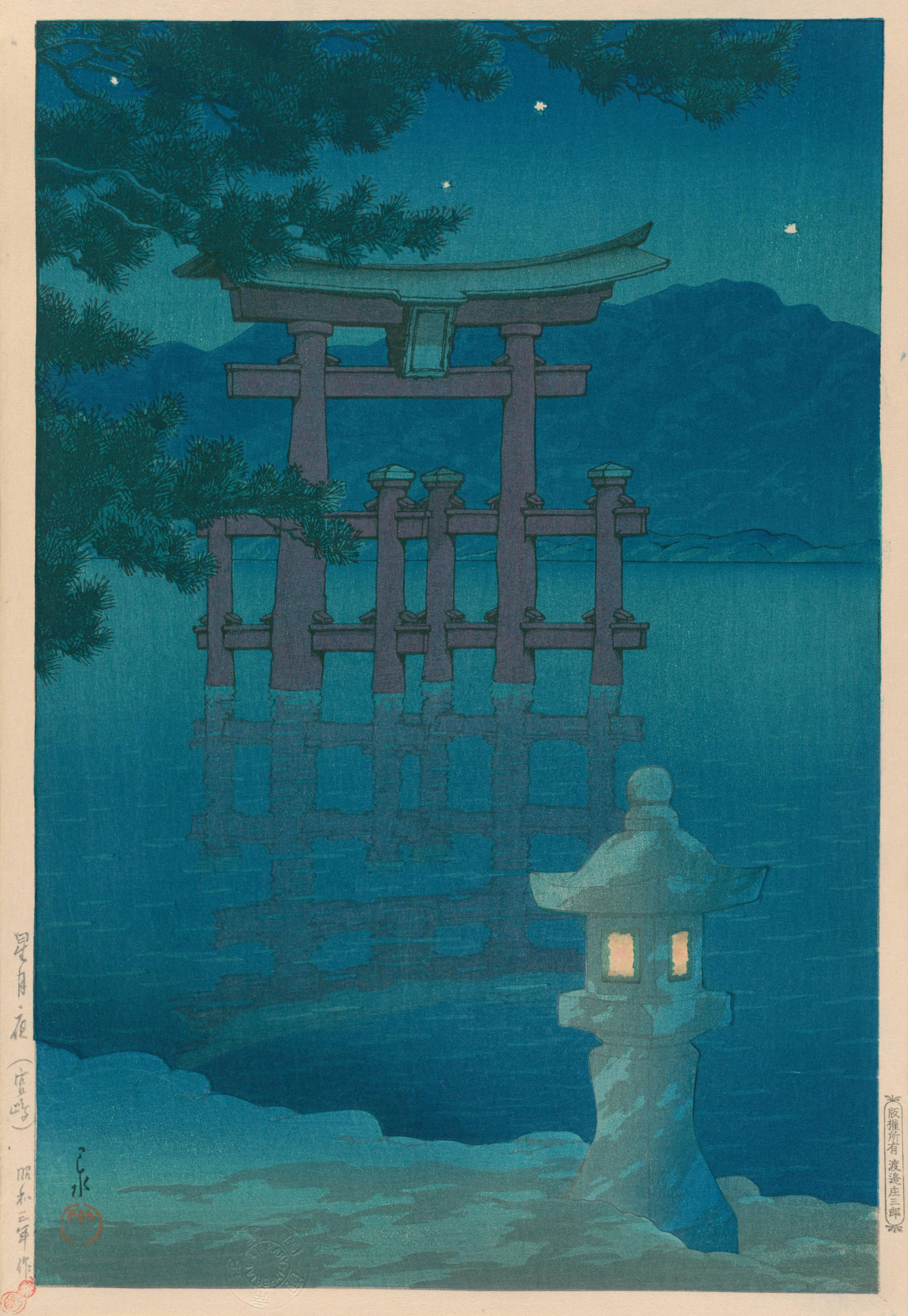
Il torii in una stampa di Hasui Kawase

Il santuario fu demolito a causa della sacralità dell'isola stessa su cui sorge. L'ingresso all'isola è stato infatti a lungo vietato, finché ai pellegrini è stato concesso di raggiungere il santuario costruito su palafitte all'interno di una piccola baia dell'isola. Il famoso torii (portale di ingresso al luogo sacro, da cui i visitatori sono tradizionalmente tenuti a passare) è stato costruito sull'acqua di conseguenza, collocato in mare di fronte al tempio.
Adesso l'isola è facilmente accessibile tramite traghetto (lo scalo è poco lontano dal santuario), ma per mantenerne la purezza, dato il grande valore sacrale che Itsukushima ha in Giappone, dal 1878 non sono permesse nascite o morti nella zona del santuario. Le donne incinte e i malati terminali sono allontanati dall'isola. Anche le sepolture sono vietate.
Per le strade dell’isola non è difficile avvistare gruppi di daini e cervi che si aggirano liberamente.

## Il santuario

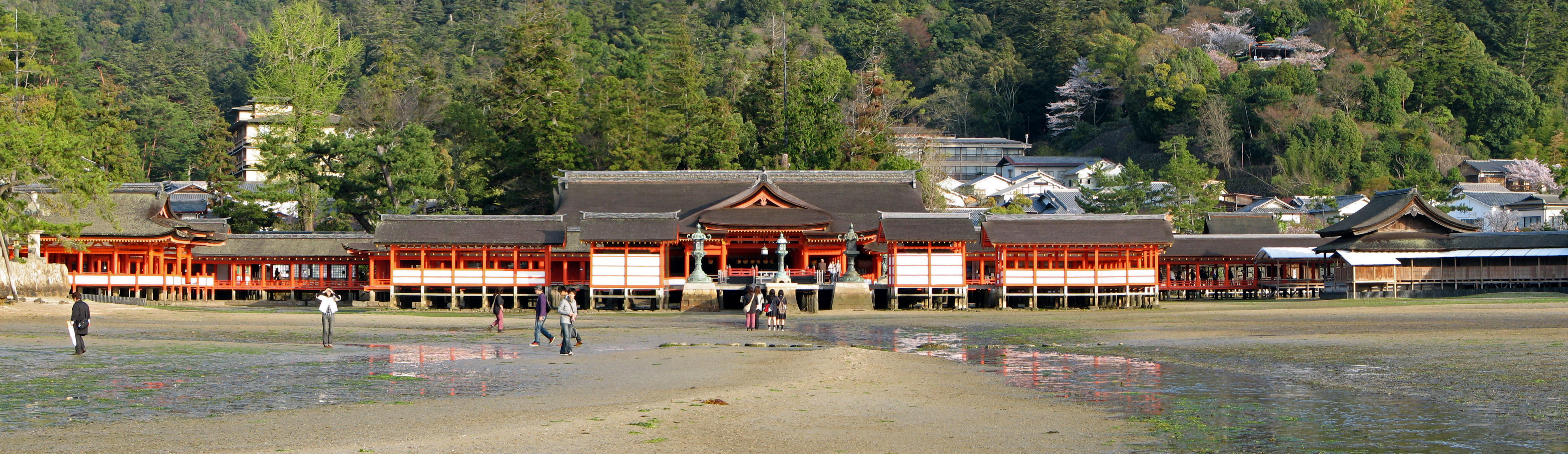
Il santuario visto dal torii d'ingresso

La fondazione del santuario si colloca tra il VI e l'VIII secolo, e ha mantenuto la sua forma attuale dal 1168. Quell'anno il complesso è stato probabilmente ricostruito con il finanziamento di Taira no Kiyomori, il più potente signore giapponese della sua epoca. Le successive riedificazioni seguite a distruzioni hanno seguito l'impostazione data in questo periodo al santuario, sia nella forma che nello stile. L'edificio templare, consistente in una serie articolata di strutture a palafitta situate sulla baia dell'isola di Itsukushima, è circondato da edifici ausiliari associati allo shintoismo e al buddhismo e costruiti a secoli di distanza tra loro secondo stili architettonici differenti, essi includono una pagoda a cinque piani, una pagoda a due piani, alcuni santuari e un centro di teatro Nō.
Gli edifici che compongono il santuario sono edificati secondo l'antica architettura templare shintoista e costituiscono «un importante esempio di architettura antica religiosa integrata con il paesaggio naturale». Visto dal torii posizionato in mezzo alla baia, il complesso «ricorda una successione di paraventi. Le forme delicate degli edifici rossi davanti al verde scuro della montagna creano una suggestiva composizione con nitidi contrasti di colori e massa».
Trovandosi in riva al mare, il santuario è stato più volte, nel corso della sua storia, danneggiato dalle tempeste. Il 5 settembre 2004, il complesso religioso fu seriamente danneggiato da un tifone: i tetti e i camminamenti furono parzialmente distrutti, e per questo rimase chiuso per lavori di ricostruzione. Oggi è riaperto al pubblico, anche se i delicati lavori di restauro sono tuttora in corso.

## Il torii
Il torii del santuario di Itsukushima è una delle maggiori attrattive turistiche del Giappone, e l'immagine del portale di fronte al Monte Misen è una delle classiche tre viste del Giappone (insieme alla lingua di sabbia di Amanohashidate e alla baia di Matsushima). Il portale originale è stato eretto nel 1168, ma la versione attuale è del 1875.
Il torii è alto sedici metri ed è costruito in selezionatissimo legno di canfora, fatto venire appositamente da Miyazaki, nel Kyūshū. Lo stile è quello denominato "a quattro pilastri" (yotsu-ashi), che consente maggiore stabilità alla struttura. Con l'alta marea il portale è accessibile solo in barca; con la bassa marea può essere raggiunto a piedi dall'isola (similmente a come accade al monastero di Mont Saint-Michel in Francia). È un'usanza comune per i visitatori inserire monete nelle crepe dei pilastri del torii esprimendo un desiderio; altra abitudine degli abitanti del luogo è riunirsi alla bassa marea per raccogliere i crostacei attaccati alla base del torii stesso. Di notte il torii è illuminato.

## Galleria d'immagini

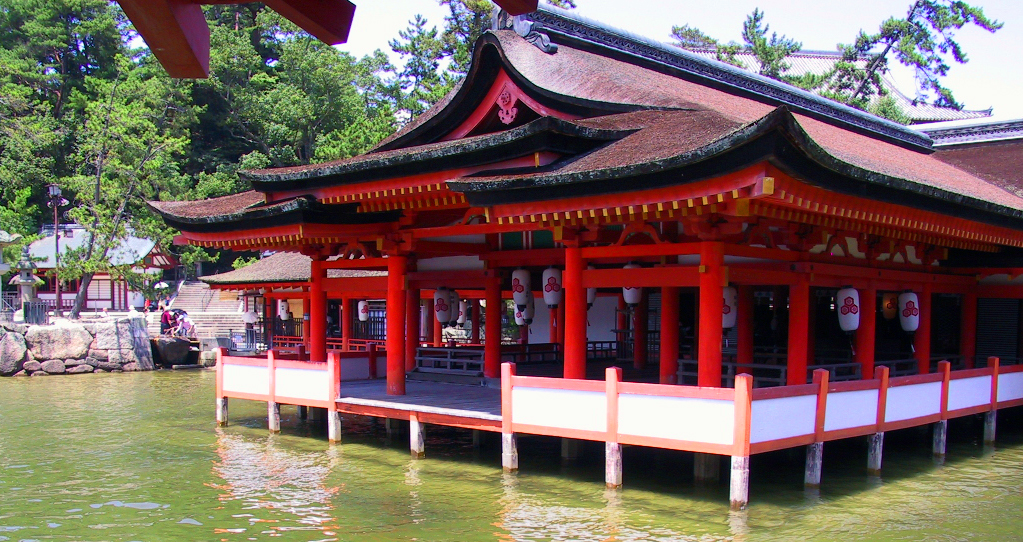
Uno dei tempietti sull'acqua del complesso
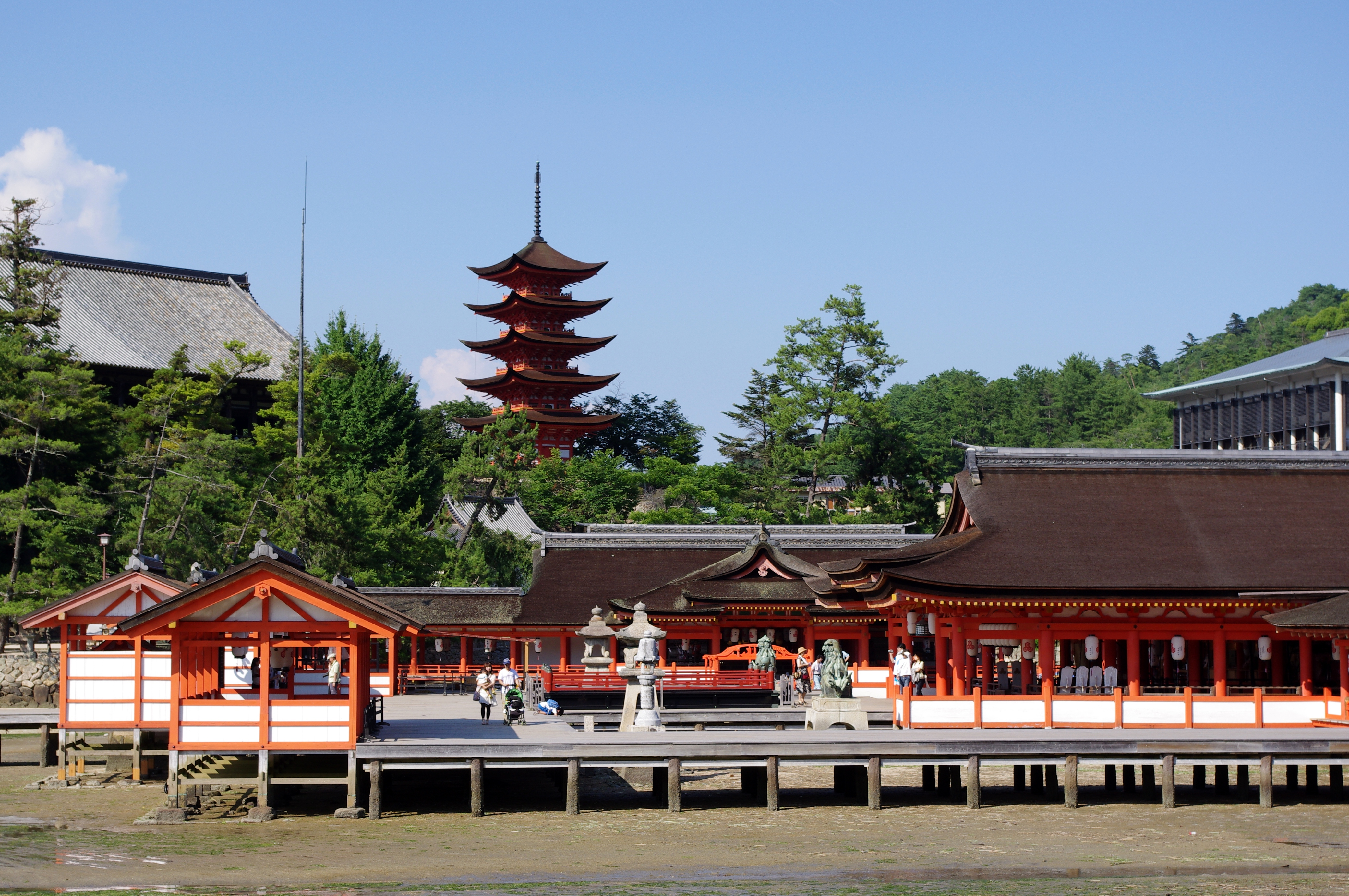
Palafitte del santuario con la bassa marea, in secondo piano è visibile la pagoda a cinque piani
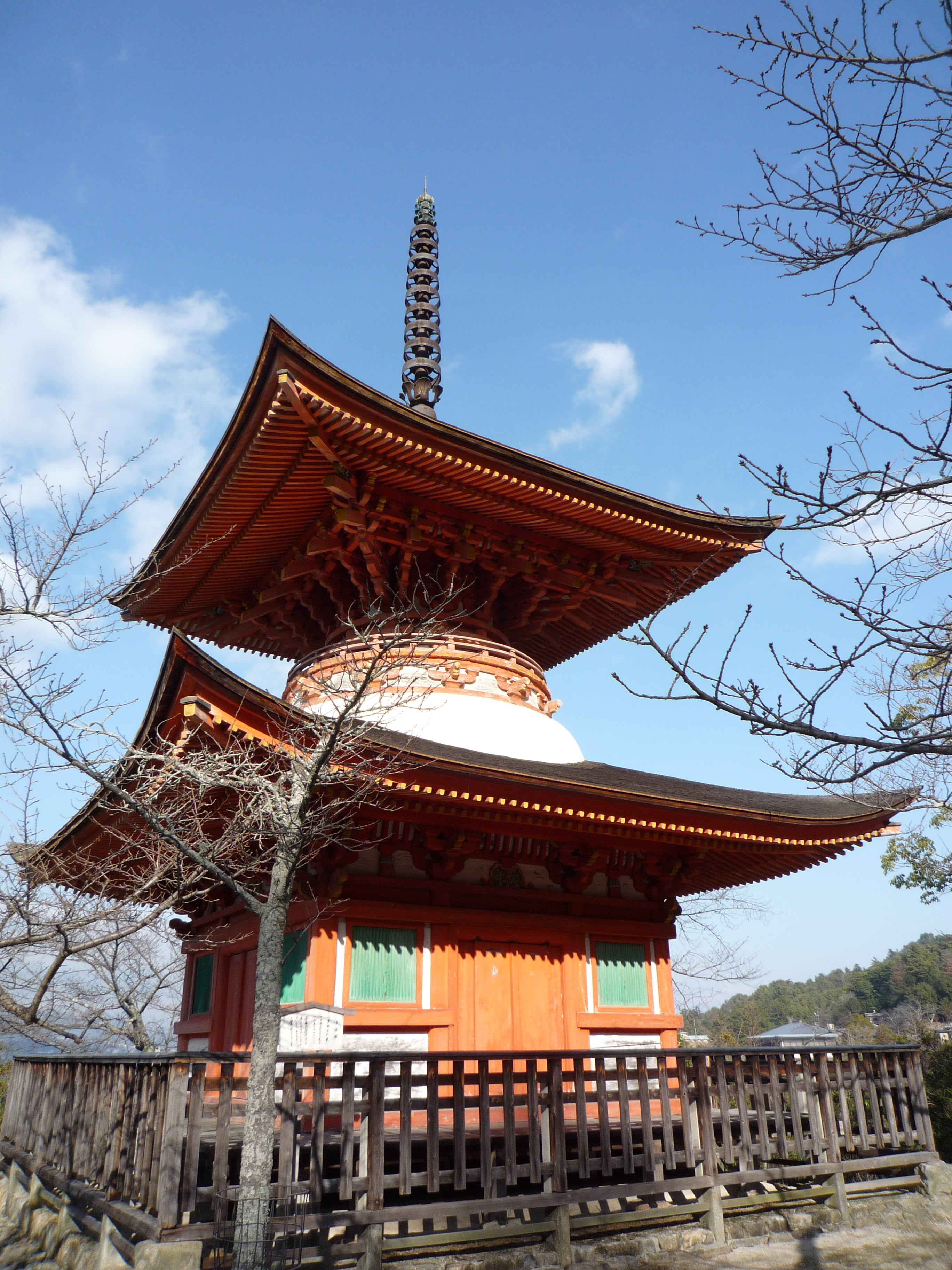
La pagoda a due piani
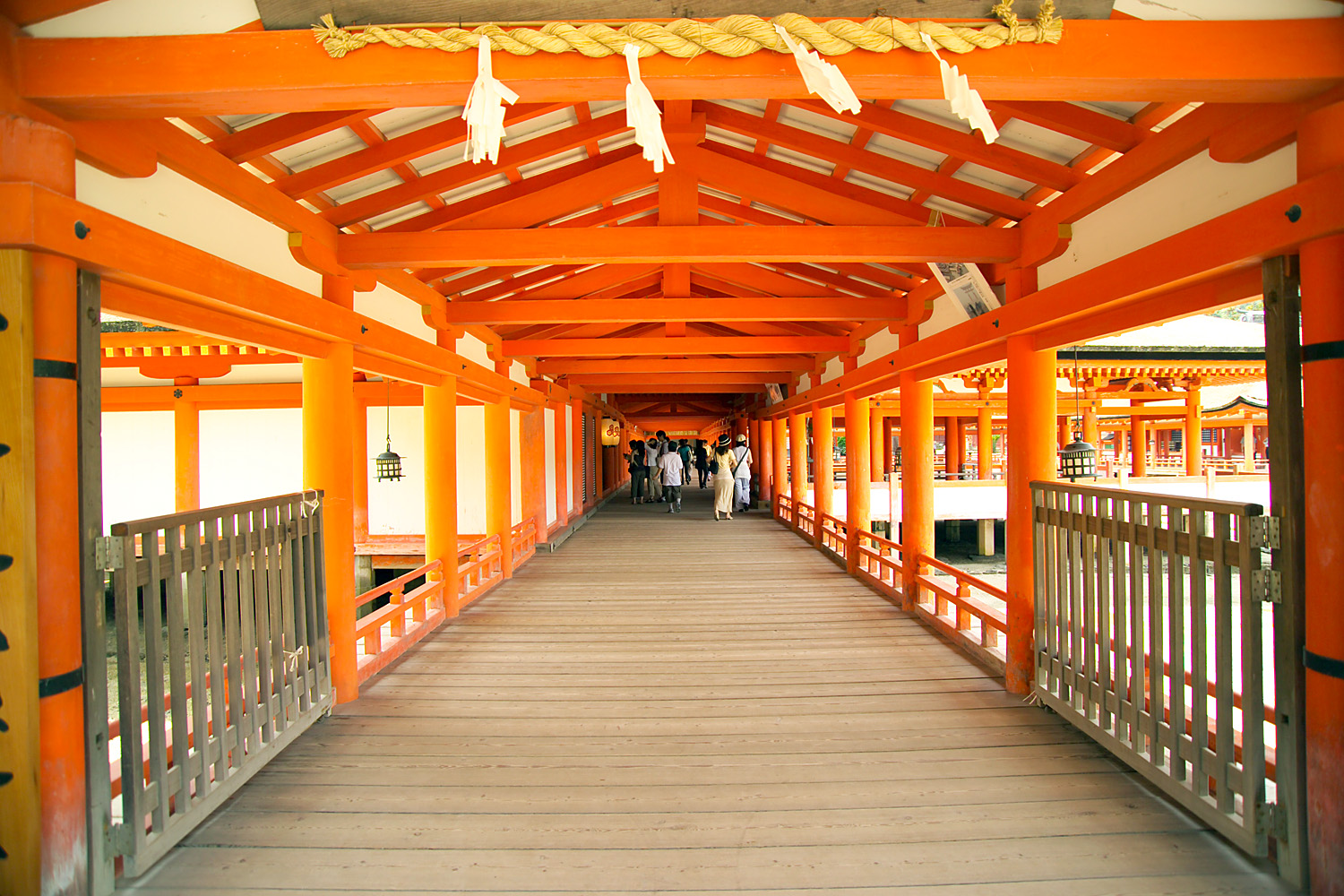
Interno di un ponte che collega il complesso templare alla terraferma
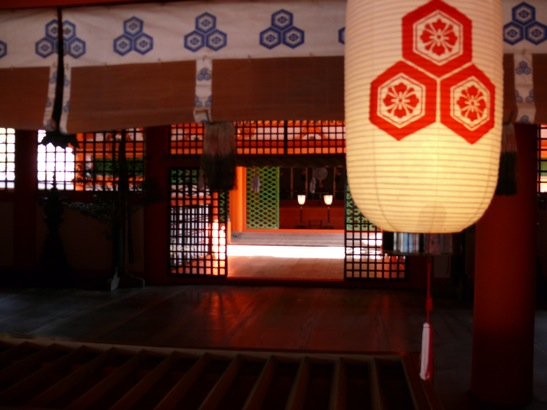
Interno, sulla lanterna in primo piano è visibile l'emblema del santuario
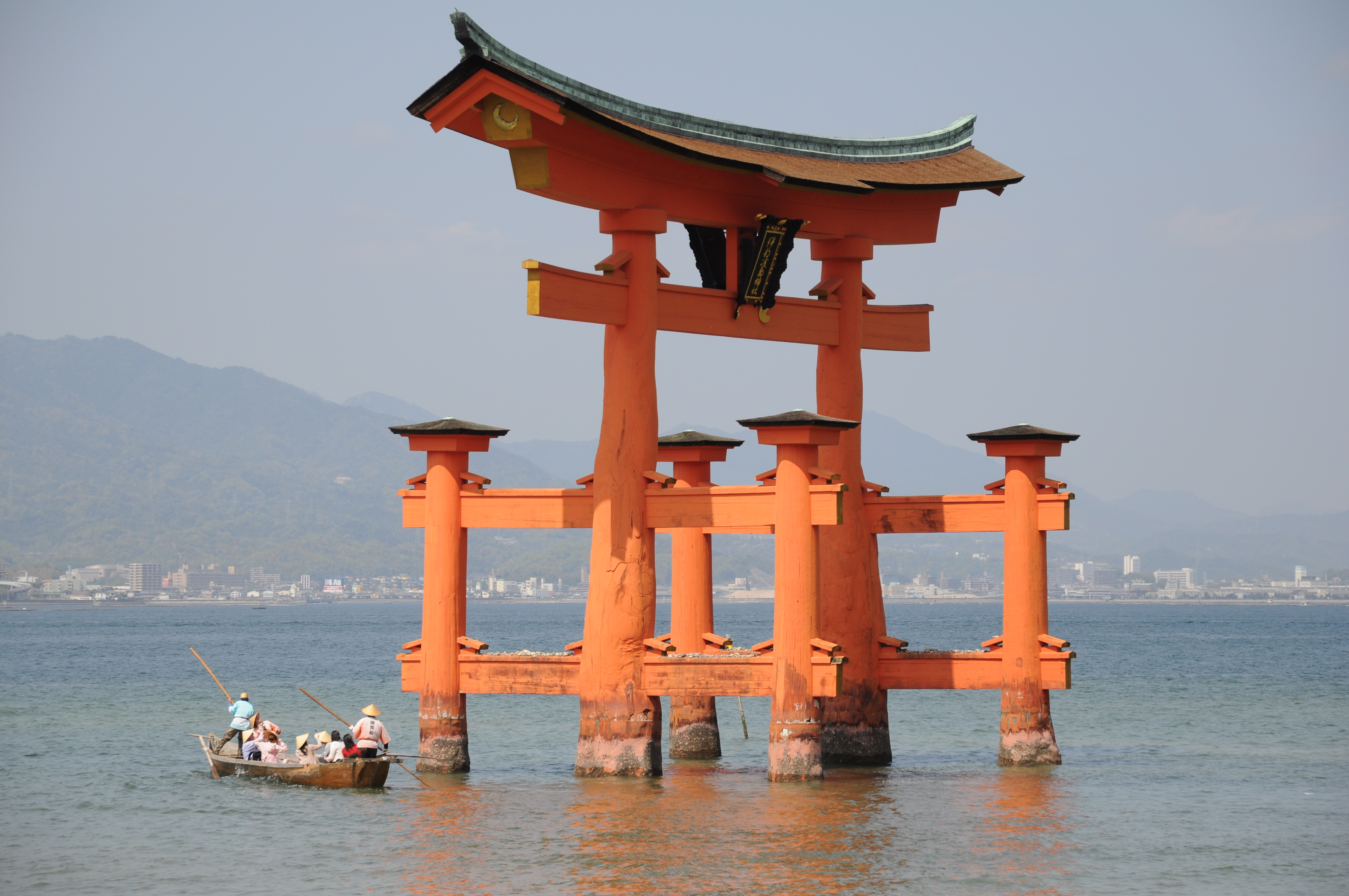
Il famoso torii di Itsukushima